# William Michael Rossetti
William Michael Rossetti (Londra, 25 settembre 1829 – Londra, 5 febbraio 1919) è stato un poeta e critico letterario britannico, fratello di Dante Gabriel Rossetti, Christina Rossetti e Maria Francesca Rossetti.

## Biografia
Discendente di una famiglia di immigrati italiani, il padre era Gabriele Rossetti, poeta, e la madre Frances Polidori.
Fu tra i primi membri del Movimento dei Preraffaelliti e diresse la rivista The Germ, organo del movimento. L'uomo normale dei Rossetti - come lo definì Mario Praz - condusse una vita appartata e riflessiva, ma non per questo meno importante.
Per far fronte alle necessità economiche della famiglia Rossetti, William Michael decise di soffocare le proprie inclinazioni artistiche, divenendo funzionario dell'Agenzia delle entrate britannica, presso la Somerset House situata lungo il Tamigi. Nel 1874 sposò Lucy Madox Brown, figlia del celebre pittore Ford Madox Brown da cui ebbe cinque figli tra cui due figlie Olivia ed Helen. Curatore della rivista The Germ, William Michael si distinse per la sua attività di critico artistico-letterario, pubblicando vari articoli e recensioni su riviste quali The Critic e The Spectator.
Numerosi furono i suoi viaggi in Italia, tra cui ricordiamo, il soggiorno a Sanremo nel 1887 durante il quale fu testimone del terribile terremoto che scosse la terra ligure.

## Opere

### Saggi
- Swinburne's Poems and Ballads. A Criticism (1866)
- The Stacyons of Rome (1866)
- Fine Art, Chiefly Contemporary (1867)
- Mrs. Holmes Grey (1868)
- Italian Courtesy-Books (1869)
- Lives of Famous Poets (1878)
- Shelley's Prometheus Unbound: A Study of Its Meanings and Personages (1886)
- A Memoir of Shelley (1886)
- Life of John Keats (1887)
- Dante Gabriel Rossetti As Designer and Writer (1889)
- Dante Gabriel Rossetti and Elizabeth Siddal (1903)
- Some Reminiscences (1906) (Ricordi, tr. Eleonora Sasso, Rocco Carabba, 2006)
- Dante and His Convito (1910)

### Poesie
- Democratic Sonnets, 2 voll., London, Alston Rivers, 1907

### Curatele
- The Germ: Thoughts Towards Nature in Poetry, Literature, and Art, 4 issues, London, Aylott & Jones, January-April 1850.
- Poems of Walt Whitman, London, J. Camden Hotten, 1868.
- The Poetical Works of Lord Byron, London, E. Moxon, 1870.
- The Poetical Works of Sir Walter Scott, London, E. Moxon, 1870.

### Ritratti di artisti

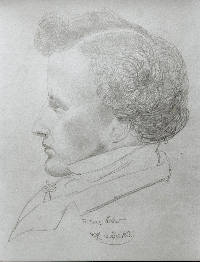
1853, John Everett Millais
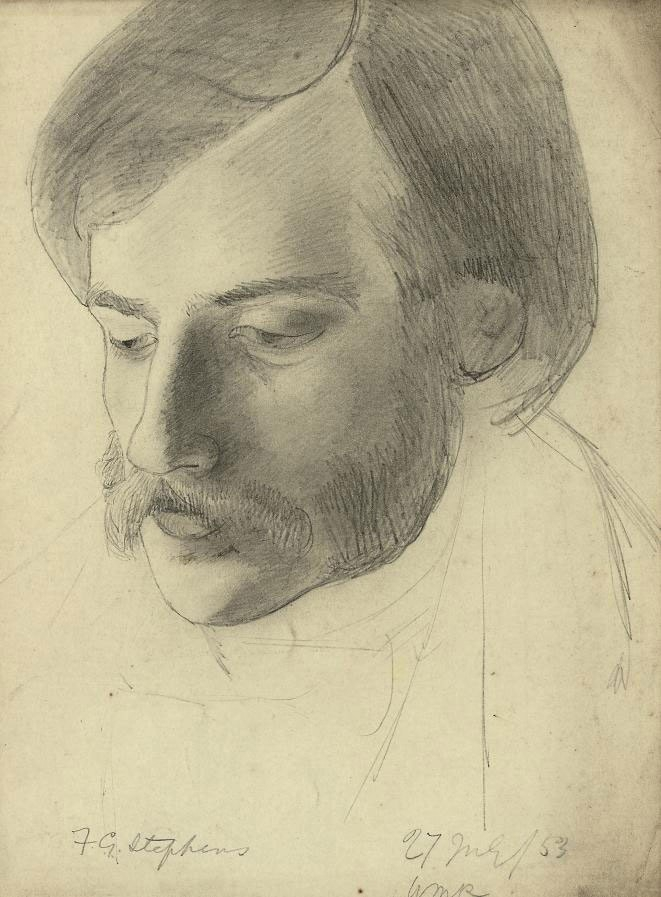
1853, Frederic George Stephens
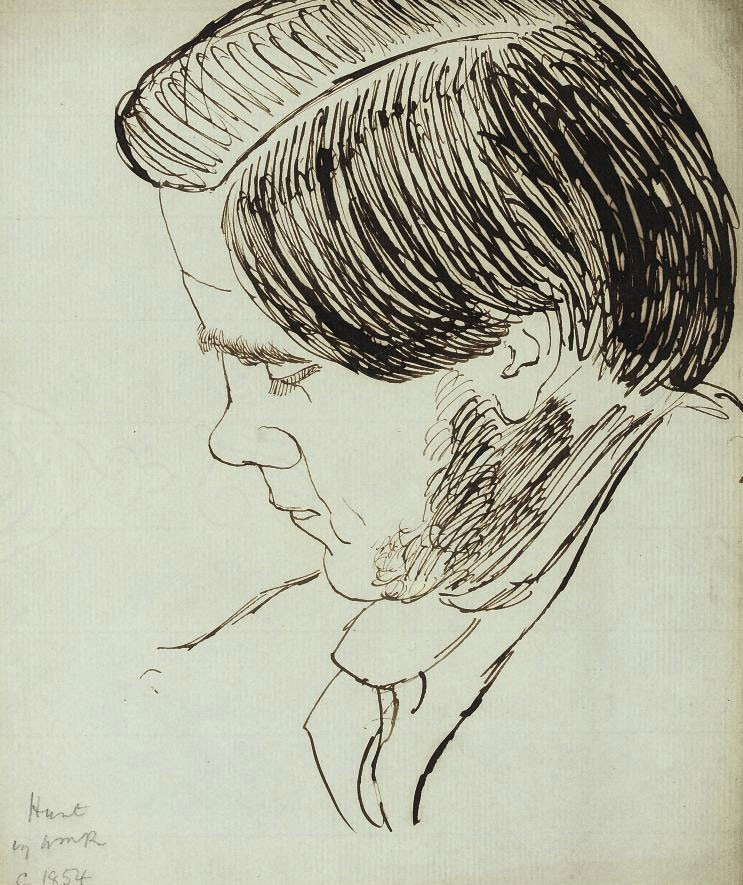
1854, William Holman Hunt
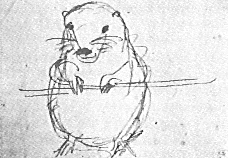
1869, Wombat

### Modello di artisti famosi

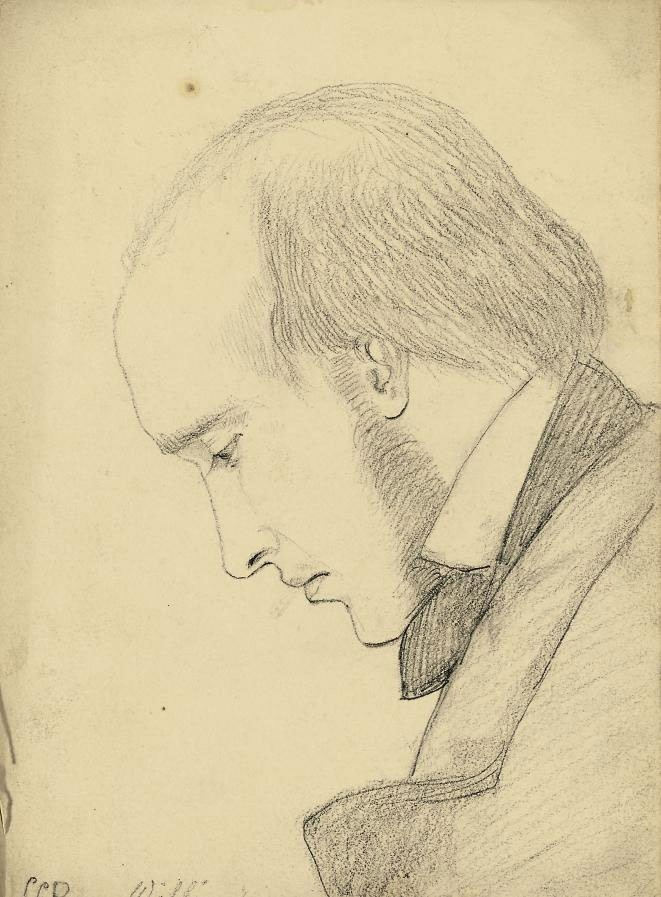
data ignota, della sorella Christina
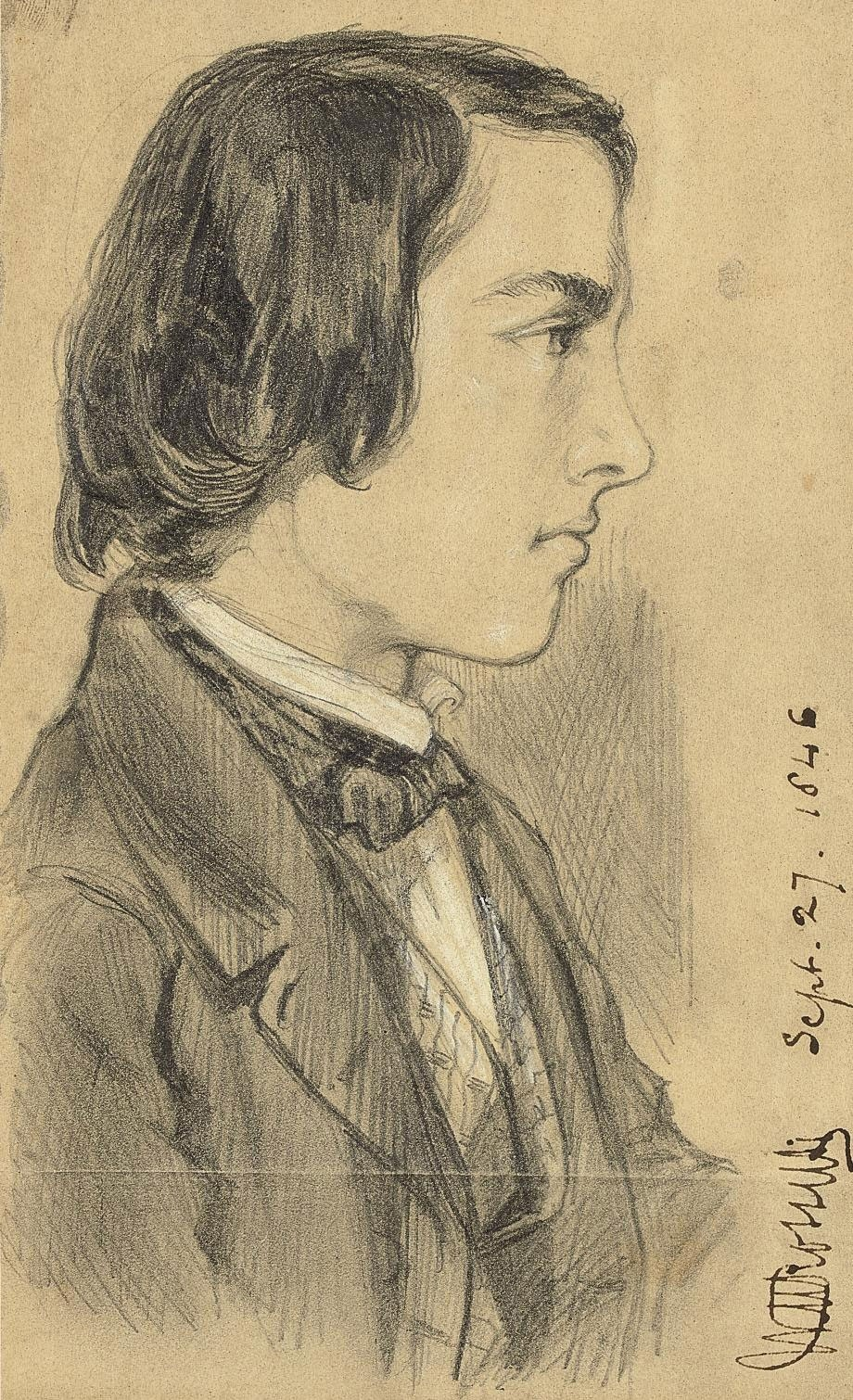
1846, del fratello Dante
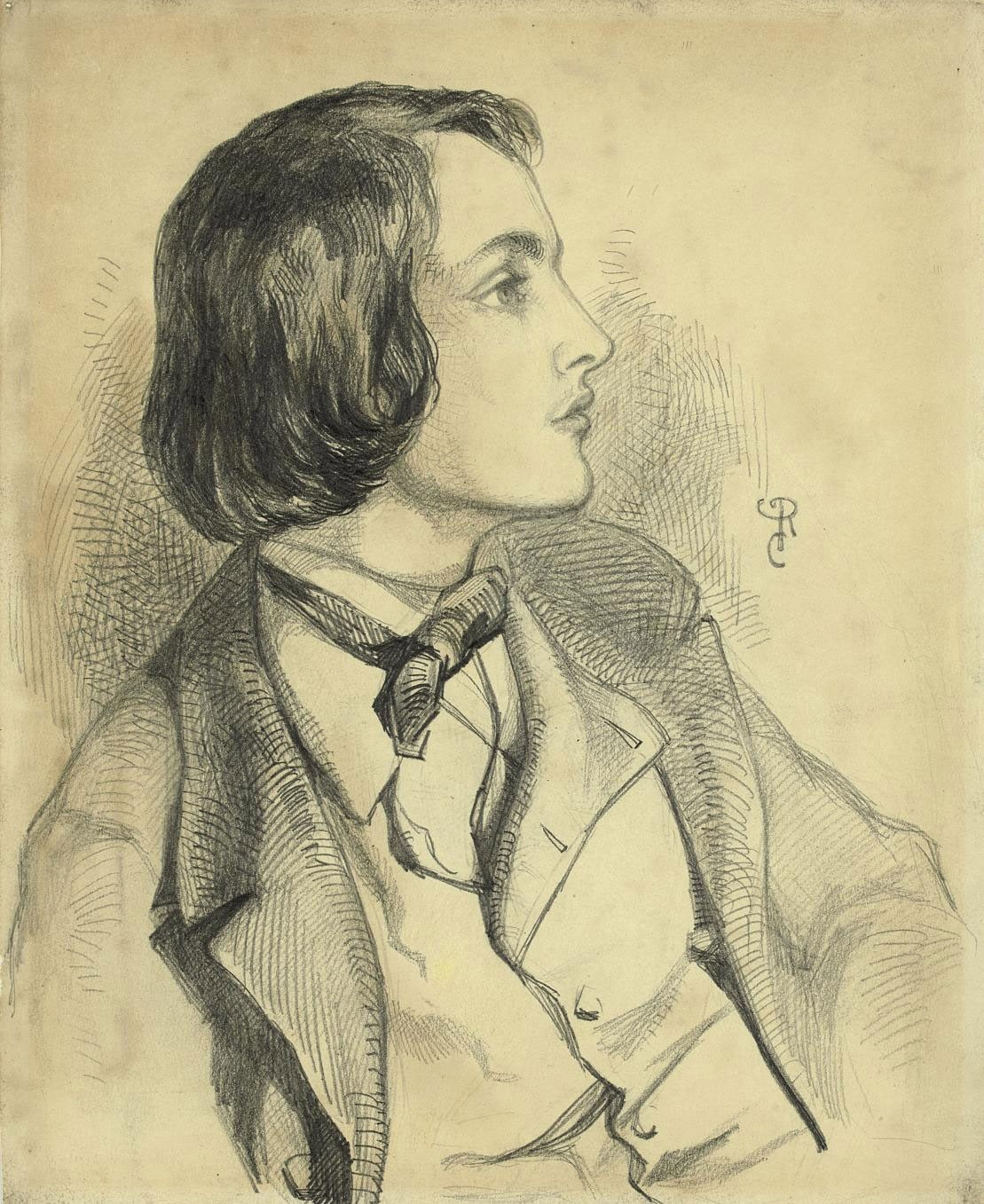
1846, del fratello Dante
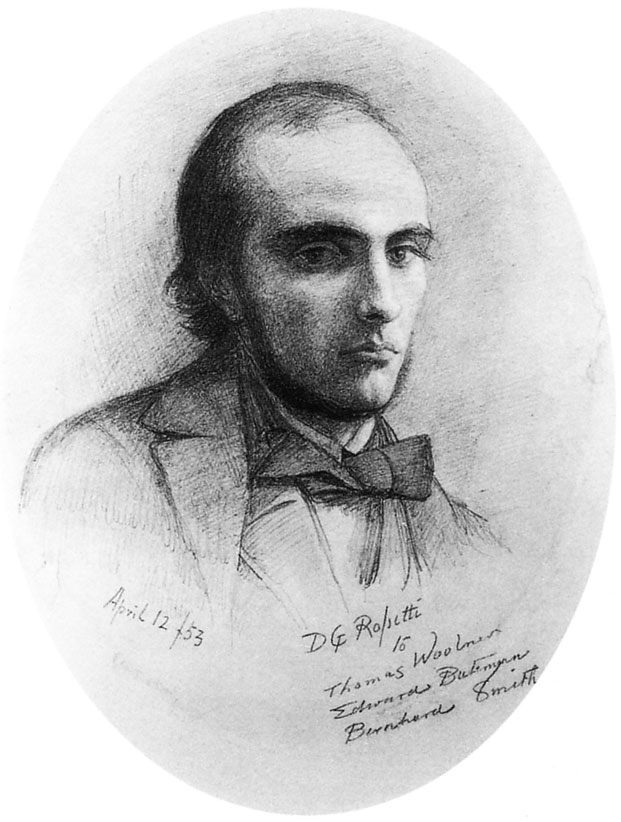
1853, del fratello Dante
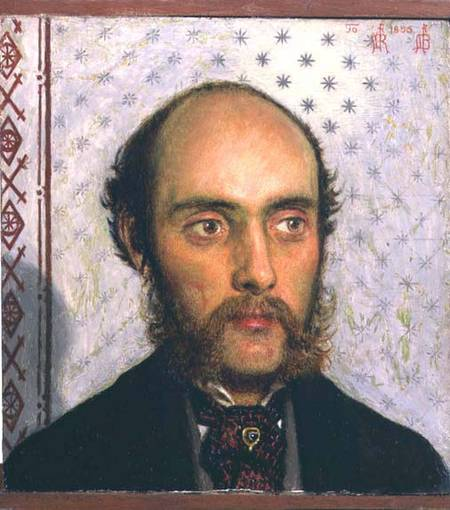
1856, di Ford Madox Brown